# 戴伟民
戴伟民（英語：Wayne Dai，1956年—），美籍华人著名半导体工业家、电子工学家。是半导体企业芯原微電子创始人，现任芯原微電子董事长兼总裁。

## 简介
祖籍浙江宁波鄞县。1956年，出生于上海。兄妹三人，有兄戴伟进，妹戴伟立，均为半导体业界著名工业家。祖父美国中国归侨。
1978年，考入上海交通大学应用物理系。1980年，移居美国，考入名校加州大学伯克利分校。先后获得伯克莱加州大学计算机科学学士学位和电机工程博士学位，博士导师为工学院院长葛守仁。之后长期在学术界发展，曾任加利福尼亞大學聖塔克魯茲分校计算机工程学教授，曾在计算机领域发表论文100余篇。
后赴加州硅谷创业。2001年，创办芯原股份有限公司（Verisilicon），自任公司董事长兼任总裁。曾担任美国思略科技（Celestry）公司董事长兼首席技术长。2002年，思略科技（Celestry）公司被Cadence收购。曾任美国Ultima的创始人、董事长兼总裁，日后美国Ultima成为美国思略科技（Celestry）公司。
回中国投资，担任中国芯原总裁。

## 荣誉[2]
- 1990年，获得美国青年科学家与工程师总统奖，获美国总统接见
- 2005年，获得中国 “十大创业企业家”称号
- 2005年，当选为“2005年中国十大科技英才”
- 2007年，获得“安永企业家奖”
- 2011年，获邀上海交通大学开学典礼致辞[4]

## 社会兼职[2]
- 世界电子工程师协会（IEEE）多芯片模块国际会议创会主席
- 世界电子工程师协会（IEEE）芯片封装综合设计研讨会创会主席
- 世界电子工程师协会（IEEE）电路和系统论文月刊副编辑
- 世界电子工程师协会（IEEE）超大规模集成电路系统论文月刊副编辑
- 加州大学伯克利分校上海校友会会长
- 美中绿色能源促进会成员[6]。